# クリムズン作戦
クリムズン作戦（英語: Operation Crimson）は、第二次世界大戦中の1944年7月25日にイギリス海軍によって実行された作戦である。インドネシアのサバン、ルホンガ、コタラジャ（現在のバンダ・アチェ）の日本軍の飛行場に対して艦砲射撃と空襲が行われた。
小戦力で陽動で行っていた今までの作戦と違い、本作戦は「飛行場と港湾施設を壊滅させ、そこに隠れているあらゆる船舶を破壊するために」計画された「正真正銘の作戦」(a full-blooded operation)とされた。
サー・ジェームズ・サマヴィル大将率いる艦隊はトリンコマリーを出撃し、7月25日早朝に多大な損害を日本軍に与えた。本作戦の報告書によると、
34機のF4U コルセア戦闘機によって日本軍の航空戦力を減退させたのち、トロンプ、クオリティ、クイックマッチ、クィリアムがサバン港に突入し日本軍陣地を砲撃した。日本側の損害は工作部中破、航空基地送信所大破、「桐丸」沈没などで、死者は4名であった。日本軍は反撃を試みたが、イギリス軍の損害はトロンプと駆逐艦2隻被弾、コルセア2機被撃墜など、比較的軽微だった。日本軍は、駆逐艦3隻に命中弾を与え航空機4機を撃墜したとしている。
偵察に向かった日本軍の零戦3機のうち1機が未帰還となった。また、日本軍は天山2機、九七式艦攻5機、零戦12機で薄暮攻撃を試みたが会敵できず、敵戦闘機との交戦で零戦3機が失われ、加えて天山1機、零戦2機が着陸時に大破した。翌日にも偵察を行った零戦1機が着陸時に大破している。
サマヴィル提督は病気を理由に外交に活躍の場を移したため、本作戦はサマヴィル提督の関わった最後の軍事作戦となった。

## 参加兵力 (連合国軍)
- 航空母艦ヴィクトリアス、イラストリアス
- 戦艦クイーン・エリザベス、ヴァリアント、リシュリュー（フランス海軍）
- 巡洋戦艦レナウン
- 重巡洋艦カンバーランド
- 軽巡洋艦セイロン、ガンビア、ナイジェリア、フィービ、トロンプ（オランダ海軍）[1]
- 駆逐艦クオリティ、クイックマッチ、クィリアム[7]、ロザラム、レースホース、レイダー、ラピッド、リレントレス、ロケット、ローバック[8]